# Northern blot
Il northern blotting è una tecnica che permette di visualizzare ed identificare l'RNA purificato da un campione, in particolare per studiare l'espressione genica. 
Tecnicamente, è simile al Southern Blotting, che è la tecnica analoga per il DNA da cui il Northern blot prende il nome, con la differenza sostanziale che l'RNA tende a formare strutture secondarie stabili in soluzione; per fare in modo che la mobilità elettroforetica sia solo dipendente dalla lunghezza del frammento, l'RNA deve essere preventivamente denaturato (solitamente esponendolo ad alte temperature). Inoltre, la corsa elettroforetica deve essere eseguita in presenza di agenti denaturanti, solitamente formaldeide e formammide. Questa tecnica è stata messa a punto nel 1977 da James Alwine e George Stark della Stanford University.

## Fasi del protocollo
L'RNA è molto suscettibile alla presenza di RNasi; queste sono proteine enzimatiche che degradano l'RNA sintetizzate da vari organismi, incluso l'uomo; sono pertanto presenti sulla pelle umana e in soluzioni contaminate da microorganismi. È essenziale sterilizzare (in autoclave a 120 °C per almeno 20 minuti) tutte le soluzioni e la vetreria da utilizzare per la preparazione e l'analisi dell'RNA. Gli apparati elettroforetici devono essere puliti utilizzando una soluzione di NaOH. Inoltre, è necessario utilizzare dei guanti protettivi durante tutte le fasi di manipolazione dell'RNA, da cambiare frequentemente.
In alcuni laboratori è diffuso l'uso di DEPC (dietilpirocarbonato), che degrada le proteine presenti in soluzione, comprese le RNasi. Deve essere inattivato per mezzo del calore; è un agente cancerogeno ed il suo uso è limitato a soluzioni non contenenti ammine. In commercio sono disponibili inibitori delle RNasi (Rnasine), da utilizzare in aggiunta ai mezzi di protezione già suggeriti.

### Denaturazione
L'RNA viene riscaldato a ca. 70 °C per 3-5 minuti, poi viene raffreddato rapidamente in un bagno di ghiaccio fondente. Una piccola quantità di un agente denaturante viene aggiunta (solitamente formammide) per mantenere l'RNA privo di strutture secondarie.

### Elettroforesi
L'elettroforesi permette di frazionare l'RNA in base al peso molecolare, e quindi in base alla lunghezza. Dato che l'RNA in soluzione a temperatura ambiente tende a formare strutture secondarie che ne alterano la mobilità elettroforetica, un agente denaturante (ad esempio: formaldeide) è aggiunto al gel.
Generalmente, la corsa elettroforetica avviene su gel di agarosio, a concentrazione variabile dallo 0.6% al 2-3%, a seconda della lunghezza dell'RNA da identificare. È sconsigliato l'uso di gel di poliacrilammide, in quanto i monomeri radicalici non polimerizzati possono causare una degradazione dell'RNA. 
Per visualizzare l'RNA durante l'elettroforesi, si può utilizzare l'etidio bromuro, che si lega debolmente all'RNA ed emette luce fluorescente quando esposto a luce ultravioletta.
Su gel compaiono generalmente tre bande che corrispondono dalla più alta alla più bassa alla 28s, alla 18s e alla 5s.

### Trasferimento su membrana
L'RNA può essere trasferito su una membrana di nylon utilizzando il fenomeno della capillarità. Il gel viene preparato e incubato in una soluzione salina. La membrana viene poggiata al di sopra del gel ed una pila di carta assorbente viene posta al di sopra della membrana. Il movimento dell'acqua e degli ioni causa il trasferimento dell'RNA dal gel alla membrana, alla quale si lega mediante legami deboli. Per stabilizzare questi legami, il complesso membrana/RNA è sottoposto a crosslinking usando raggi ultravioletti.

### Ibridazione
Per identificare l'RNA in oggetto di studio si possono utilizzare diverse metodologie, ma la più diffusa prevede l'utilizzo di una sonda di DNA, cioè una sequenza di DNA complementare all'RNA da identificare (da cui la definizione di ibridizzazione o ibridazione). 
La sonda è spesso marcata con un isotopo radioattivo (ad esempio 32P) oppure con una molecola facilmente individuabile con altre tecniche, ad esempio la digossigenina.

### Visualizzazione
Questa dipende dal tipo di marcatura utilizzata durante l'ibridazione. Nel caso di un isotopo radioattivo, è possibile rilevare la posizione dell'RNA (legato adesso alla sonda marcata) esponendo la membrana ad una lastra fotografica.